# Долматов, Пётр Евгеньевич
Пётр Евге́ньевич Долма́тов (1915, Невежкино, Пензенская губерния — 1947) — командир отделения 21-го гвардейского инженерно-сапёрного батальона, гвардии старший сержант.

## Биография
Родился в 1915 году в селе Невежкино Чембарского уезда (ныне — Белинского района Пензенской области). Работал в колхозе бригадиром полеводческой бригады.
В октябре 1941 года был призван в Красную Армию, с того времени на фронте. Попал в окружение, воевал в партизанском отряде. До 1943 года считался пропавшим без вести. После соединения с частями действующей армии был зачислен сапером в 21-й гвардейский инженерно-саперный батальон 35-й гвардейской инженерно-саперной бригады. Особо отличился в боях на территории Польши и Германии.
2 августа 1944 года гвардии старший сержант Долматов под сильным обстрелом совершил на пароме 10 рейсов через реку Висла у населенного пункта Казимеж-Дольны, переправив без потерь военную технику, людей и грузы.
Приказом от 23 октября 1944 года гвардии старший сержант Долматов Петр Евгеньевич награждён орденом Славы 3-й степени.
13 января 1945 года в районе населенного пункта Облясы, 7 км юго-западнее города Пулавы, гвардии старший сержант Долматов под вражеским огнём снял 19 мин и обозначил проходы в заграждениях противника.
Приказом от 15 февраля 1945 года гвардии старший сержант Долматов Петр Евгеньевич награждён орденом Славы 2-й степени.
16 апреля 1945 года на подступах к городу Лебус, 7 км севернее города Франкфурт, под артиллерийским и ружейно-пулеметным огнём противников гвардии старший сержант Долматов проделал проходы для танков в минных полях, после чего сопровождал их до выхода на рубеж атаки.
Указом Президиума Верховного Совета СССР от 31 мая 1945 года за мужество, отвагу и героизм, гвардии старший сержант Долматов Петр Евгеньевич награждён орденом Славы 1-й степени. Стал полным кавалером ордена Славы.
В 1945 году был демобилизован. Работал председателем сельсовета в деревне Каменка Узловского района Тульской области. Умер в 1947 году.
Награждён орденами Отечественной войны 2-й степени, Красной Звезды, Славы 3-х степеней, медалями, в том числе «За отвагу» и «Партизану Великой Отечественной войны» 2-й степени.